# Rafail Borissowitsch Farbman
Rafail Borissowitsch Farbman (russisch Рафаил Борисович Фарбман, ukrainisch Рафаїл Борисович Фарбман; * 1893 in Kursk, Russisches Kaiserreich; † 1966) war ein sowjetischer Kommunist und Parteifunktionär.

## Leben
Farbman schloss sich 1910 der SDAPR an. Als Anhänger der Bolschewiki war er für die SDAPR in Kiew tätig. 1914 wurde er verhaftet und in das Gouvernement Tobolsk verbannt. Nach der Februarrevolution von 1917 war Farbman Mitglied des Kiewer Komitees der SDAPR(B) und dort Vorsitzender des Rates der Gewerkschaften. Später war Farbman für die Partei auch in Poltawa und Charkow tätig.
Auf dem Zweiten Allukrainischen Sowjetkongress 1918 wurde er zum Mitglied des Allukrainischen Zentralexekutivkomitees gewählt. Farbman war im April 1918 Mitgründer der Kommunistischen Partei (Bolschewiki) der Ukraine (KPU) und wurde auf deren ersten Parteitag im Juli 1918 in das ZK der KPU gewählt. Von Juni bis Dezember 1919 war er auch Mitglied des Frontbüros des ZK der KPU, von August 1919 bis März 1920 zudem auch Mitglied des Orgbüros des ZK der KPU. Im März 1920 war er Sekretär des ZK der KPU. Anschließend war Farbman für die Partei in Moskau tätig. 
1920/21 war er Anhänger der Gruppe der Dezisten (Demokratische Zentralisten). Farbmann war 1920 und 1921 Delegierter des IX. Parteitages (1920) und des X. Parteitages (1921) der RKP(B) in Moskau. 1926/27 war er aktives Mitglied der Vereinigten Opposition. Am 18. Dezember 1927 wurde Farbman aus der Partei ausgeschlossen und verbannt. 1930 wurde er wieder in die Partei aufgenommen und stellvertretender Leiter des Trusts Rudmetallorg (Рудметаллторг). Im Jahr 1932 wurde er erneut ausgeschlossen und verhaftet, dann aber wieder freigelassen und in die Partei aufgenommen. Er arbeitete anschließend für den Trust Metallolom (Металлолом). 1935 wurde Farbman zum dritten Mal aus der Partei ausgeschlossen, verhaftet und zu lebenslanger Haft verurteilt. 
Nach Stalins Tod wurde er 1956 im Rahmen der Entstalinisierung begnadigt.